# Peter Sakmár
Peter Sakmár (Lőcse, 1978. október 12. –) szlovák katolikus pap, az Atiraui apostoli kormányzóság nem püspöki rangú apostoli kormányzója.

## Élete
Peter Sakmár filozófiát és teológiát tanult, és 2006. június 17-én František Tondra püspök a szepeshelyi Szent Márton-székesegyházban a Szepesi egyházmegye papjává szentelte. 2020. decemberéig a karagandai egyházmegyeközi szeminárium spirituális igazgatója volt. Ferenc pápa 2020. december 8-án Atirau apostoli kormányzójává nevezte ki, anélkül, hogy püspöki rangra emelte volna.

## Fordítás
- Ez a szócikk részben vagy egészben  a   Peter Sakmár című német Wikipédia-szócikk ezen változatának fordításán alapul.  Az eredeti cikk szerkesztőit annak laptörténete sorolja fel. Ez a jelzés csupán a megfogalmazás eredetét és a szerzői jogokat jelzi, nem szolgál a cikkben szereplő információk forrásmegjelöléseként.

## Külső hivatkozások
- gcatholic.org
- catholic-hierarchy.org